# Royal P&O Nedlloyd

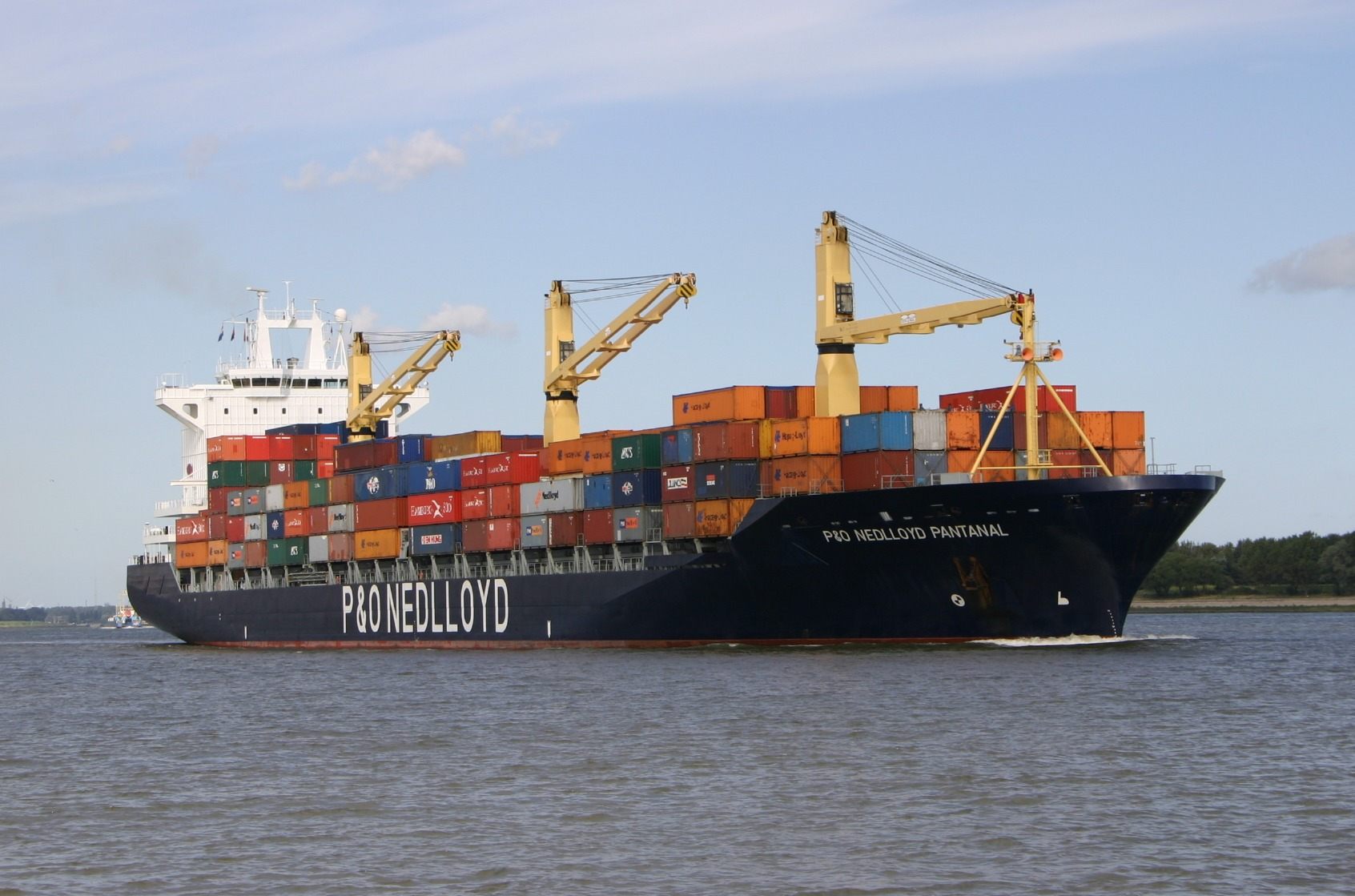
De P&O Nedlloyd Pantanal op de Nieuwe Waterweg, augustus 2004

Royal P&O Nedlloyd was tussen 1996 en 2005 de op twee na grootste aanbieder van containertransportdiensten in de wereld. Het was tot stand gekomen via een fusie van P&O Containers en Nedlloyd Lines. In 2005 werd het beursgenoteerde bedrijf overgenomen door A.P. Møller-Mærsk Group.

## Ontstaan
Het bedrijf kwam in december 1996 tot stand uit een fusie tussen P&O Containers en Nedlloyd Lines, onderdeel van de Koninklijke Nedlloyd Groep. Alle aandelen van de joint venture P&O Nedlloyd werden gehouden door de twee fusiepartners, P&O en de Koninklijke Nedlloyd Groep. Beide partners hielden elk 50% van de aandelen van P&O Nedlloyd.
De schepen van P&O Nedlloyd deden 229 havens aan in 94 landen met de ondersteuning van meer dan 400 kantoren in 156 landen, waardoor het een van Nederlands grootste multinationals was. Het hoofdkantoor was gevestigd in Rotterdam en Londen. Naast de scheepvaartactiviteiten, had P&O Nedlloyd 50% van de aandelen van Martinair in bezit. In 2004 had het bedrijf een omzet van € 5,54 miljard.

## Beursnotering P&O Nedlloyd
In 1999 had Nedlloyd alle activiteiten afgestoten met uitzondering van het belang in P&O Nedlloyd en in Martinair. Nedlloyd wilde via een reverse listing (omgekeerde beursgang) een beursnotering van de containerrederij realiseren. Pas na jaren onderhandelen met de Britse joint venture partner komt er in 2004 een aparte beursnotering voor P&O Nedloyd. De naam Nedlloyd verdween op de beurs van Amsterdam en werd vervangen door P&O Nedlloyd.

## Overname door Maersk
In mei 2005 werd bekend dat A.P. Møller-Mærsk Group praatte met P&O Nedlloyd over een overname. Na de overname wordt Maersk, toen al leider op de wereldmarkt met een aandeel van zo'n 12%, ruim twee keer zo groot als de nummer twee, het Zwitserse Mediterranean Shipping Company met een aandeel van 8%. P&O Nedlloyd was nummer vier op de ranglijst met een aandeel van 6,5%, na het Taiwanese Evergreen.
Maersk is ook actief in olie- en gaswinning, scheepsbouw en detailhandel. Het Deense bedrijf telde 25.000 werknemers. Het vervoer van ruim 1 miljoen containers per jaar leverde een omzet op van € 12,7 miljard. P&O Nedlloyd had 13.000 werknemers, vervoerde jaarlijks ruim 400.000 containers en realiseerde een omzet van € 5,2 miljard.
Maersk bood € 57 per aandeel ofwel circa € 2,3 miljard in totaal. In juli 2005 ging de Europese Commissie akkoord met de overname, maar onder voorwaarden. Diverse diensten naar Zuid-Afrika moeten verkocht worden en P&O Nedlloyd moet zich terugtrekken uit een aantal samenwerkingsverbanden, de zogeheten lijnconferenties in de scheepvaart. De beursnotering van P&O Nedlloyd werd op 13 september 2005 gestaakt.
In 2013 trad de laatst overgebleven Nederlander, Lucas Vos, uit het bestuur van containerrederij Maersk. Na een carrière van 20 jaar bij Nedlloyd, P&O Nedlloyd en Maersk vertrok hij per 1 mei 2013. De overname van P&O Nedlloyd door Maersk was geen succes geworden in zijn visie. Bij de fusie had de combinatie een marktaandeel van 20%, maar dat was gedaald naar ongeveer 15% in 2012. Tijdens de integratie liepen veel klanten weg omdat containers en documenten verdwenen en foutieve rekeningen werden gestuurd.

## Bezittingen
- The Peninsular and Oriental Steam Navigation Company (het originele P&O)
- P&O Nedlloyd Container Line Limited
- P&O Nedlloyd Logistics
- China Shared Services Centre
- India Shared Services Centre

## Collecties
De enorme collectie boeken, historische kaarten, schilderijen, archiefmateriaal en schaalmodellen is overgedragen aan het Maritiem Museum Rotterdam.